# Le macchine non possono pregare
Le macchine non possono pregare è il terzo album in studio del rapper italiano Anastasio, pubblicato per l'etichetta Woodworm l'11 aprile 2025.
Il disco è un concept album  ed è stato accompagnato da un romanzo a fumetti dallo stesso titolo opera di Anastasio e Davide Nota per il soggetto, Egidio Matinata per la sceneggiatura e Dottor Brain per i disegni.

## Tracce
1. La mosca – 3:04
2. Il cyber-ciclope – 3:09
3. Madre elettrica – 3:31
4. 1848 (Aboliamo il tempo) – 2:45
5. Il cigno – 3:54
6. Allora vattene – 2:50
7. Sono un animale ferito – 2:38
8. Ipocrita fratello – 3:01
9. Hacker Harakiri – 3:19
10. Il mondo di domani – 3:33
11. Le macchine non possono pregare – 6:21
12. La pioggia – 4:19

## Classifiche
| Classifica (2025) | Posizione massima |
| ----------------- | ----------------- |
| Italia            | 93                |